# 柳超
柳超（1987年9月7日—），中国足球运动员，司职前卫。

## 生平

### 职业生涯
1996年，柳超9岁才进入高丰文足球校开始七年有系统的足球训练，2004年转入深圳科健二队。
深圳科健解散后，安徽九方打包买下科健二队，就这样柳超随科健二队去了安徽参加中国足球乙级联赛，其后柳超从安徽九方以先租借后转会的方式加盟天津松江，在松江队展露头角。
2009年，经郝海东推荐，深圳红钻从天津松江以租借形式引进柳超。2009年3月22日，柳超代表深圳队首发出场对阵卫冕冠军山东鲁能表现出色，这是柳超的中超处子战，令他一战成名。2009年中超联赛第3轮，柳超打进了自己的第一个中超进球助深圳队战胜陕西中新也令他入选了当轮联赛的最佳阵容。
在2009年中超联赛里，柳超牢牢占据着深圳队的主力左前卫位置，最终在深圳红钻打出了名堂，随后柳超却毅然决然选择了留洋。在经纪人的牵线搭桥下，柳超在冬季转会期极为低调的加盟了立陶宛足球超級聯賽球队FK苏杜瓦。2010年4月14日，他在和维特拉的立陶宛杯半决赛第二回合打进加盟球队的第一个进球，但球队仍被淘汰出局。4月17日，他又在客场5比0击败奥特莱塔斯的联赛中打进第一个联赛进球。
2010年7月15日，2010-11赛季欧罗巴联赛资格赛第二轮首回合的比赛，苏杜瓦主场0-2不敌奥地利球队维也纳快速，柳超代表苏杜瓦首发出场，成为首位参加欧罗巴联赛的中国球员。
2011年2月14日，深圳红钻宣布了柳超正式加盟的消息，柳超与球队签定的是3+2工作合同，即在三年工作合同到期之前，深圳红钻拥有续约两年的优先权。但在第二轮对陕西人和比赛中，柳超与张成林对脚导致小腿骨折，却在无所意识的情况下踢了30分钟，赛后才确认伤势并休战半年。
2011年8月26日，深圳红钻与江苏舜天的联赛赛后，有媒体报导柳超打进了中国足球职业化后顶级联赛的第8000球。但实际这个进球是第8002球。复出后的柳超无力再次独助深圳队保级，赛季末却还卷入莫须有的7君子罢训事件：7名球员代表自己与全队向俱乐部讨要未结奖金白条却被特鲁西埃视为威胁罢赛，双方不欢而散，特鲁西埃斥其为罢训，柳超没有参加随后的比赛。因此事件，尽管是特鲁西埃认可的队员，柳超仍决意离队。
2012年1月，中甲球队沈阳沈北宣布柳超加盟球队，双方签定5年合同。
2013年9月，柳超在主场对旧主深圳红钻的比赛中首开纪录，拉开了最终比分6-0的序幕，该结果同时创造了两队各一条历史纪录。

## 评价
郝海东曾这样评价柳超——柳超身上有一种远超于同龄人的霸气，我的球队当中谁都可以调整，惟独柳超不能调整。
范育红曾说“你不应该在乙级混，你有中超的实力。”